# 주천제
주천제(朱辰杰, 2000년 8월 23일 ~ )는 중국의 축구 선수로 상하이 출신이며 현재 중국 슈퍼리그 상하이 선화에서 수비수로 활약하고 있다.

## 국가대표팀 경력
주천제는 2019년 6월 7일 중국 대표팀이 필리핀을 2-0으로 꺾고 33분에 지샹과 교체 투입되어 데뷔전을 치렀다.
2022년 3월 24일 사우디아라비아와의 중립홈경기에서 페널티킥으로 동점골을 터트렸고, 경기 후 중국동방항공 MU5735 편명 비행기에서 사망한 승객들을 추모하기 위해 하늘을 가리켰다.
2022년 7월 20일 일본 아이치현 도요타 스타디움에서 펼쳐진 동아시안컵 남자부 1차전 한국과의 경기에서 전반 39분, 한국의 권경원이 후방에서 찬 공을 헤딩으로 걷어내려다 공이 그대로 중국의 골대로 빨려 들어가면서 자책골로 연결 되었다. 이로인해 경기의 흐름이 한국으로 완전히 넘어갔으며, 중국은 이렇다 할 경기력을 펼치지 못하고 한국의 기세에 밀리면서 자책골을 포함한 권창훈과 조규성의 골로 2골을 더 허용하면서 3:0 완패하였다.

## 수상

### 팀

#### 상하이 선화
- 중국 FA컵: 2019년 대회 우승